# Kabupaten Musi Rawas Utara
Kabupaten Musi Rawas Utara (Norra Musi Rawas) är ett regentskap (kabupaten) i Indonesien.   Det ligger i provinsen Sumatera Selatan, i den västra delen av landet, 600 km nordväst om huvudstaden Jakarta.